# Сант-Эджидио (титулярная церковь)
Титулярная церковь Сант-Эджидио (лат. Titulus Sancti Ægidii) — титулярная церковь, была создана Папой Франциском 5 октября 2019 года. Титул принадлежит церкви Сант-Эджидио, расположенной в районе Рима Трастевере, на пьяцца Трастевере.

## Список кардиналов-священников титулярной церкви Сант-Эджидио
- Маттео Мария Дзуппи (5 октября 2019 — по настоящее время).